# Nora Springs
Nora Springs – miasto w Stanach Zjednoczonych, w stanie Iowa, w hrabstwach Cerro Gordo i Floyd. W 2000 roku liczyło 1532 mieszkańców.